# ユークリッド幾何学

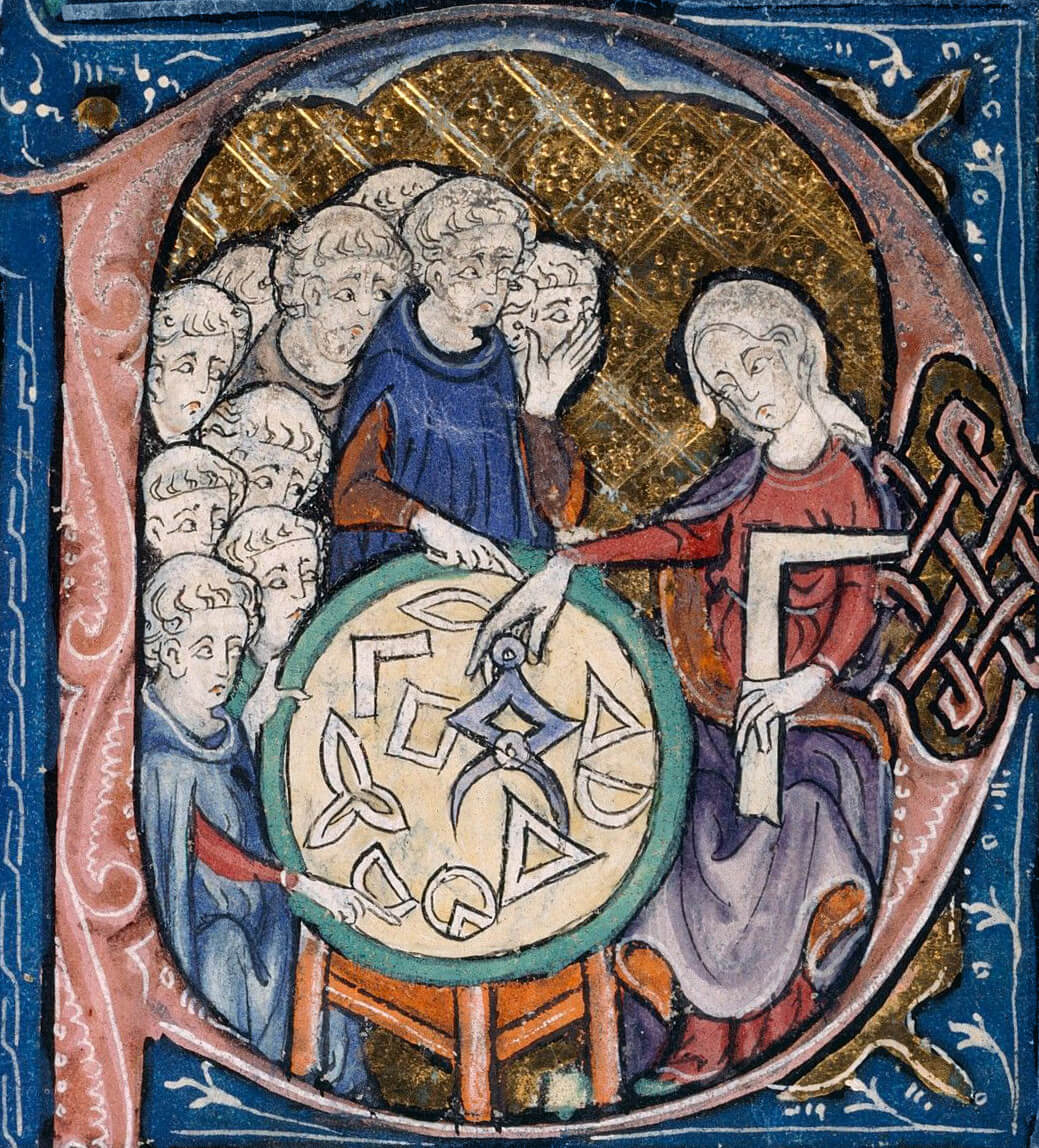
ユークリッド『原論』表紙

ユークリッド幾何学（ユークリッドきかがく、英: Euclidean geometry）は、幾何学体系の一つであり、古代エジプトのギリシア系・哲学者であるエウクレイデス（ユークリッド）の著書『原論』に由来する。

## 概要
古代エジプトや古代ギリシャなどでは盛んに幾何学が研究されていた。
エウクレイデスはその成果を『原論』の1～4巻において体系化した。その手法は以下の通りである。
- まず、点や線などの基礎的な概念に対する定義を与える。
- 次に、一連の公理を述べ、公理系を確立する。
- そして、それらの上に500あまりの定理を証明する。

という現代数学に近い形式をとっており、完成度の高いものであったので、それ以降の多くの幾何学者はこの体系の上に研究を進めた。
ヨーロッパでは重要な教養の一つと考えられていたものである。
こうして基礎づけられ発展した体系は、エウクレイデス（英名:Euclid ユークリッド）に因んでユークリッド幾何学と呼ばれるようになった。
現代的観点からは公理系に若干の不備もあり、「現代数学の父」ダフィット・ヒルベルトがより厳密に体系化している。（ヒルベルトの公理）
ユークリッド幾何学は、言うなれば直感的に納得できる空間の在り方に基づく幾何学である。
直線はどこまでも伸ばせるはずであるし、平面は本来はどこまでも果てのないものが想像できるし、どこまでも平らな面があるはずであった。
また、平行線はどこまでも平行に伸びることが想定された。
それは、現実世界の在り方として、当然そうであると言う前提であった。
ユークリッド幾何学は永きにわたって「唯一の幾何学」であったが、『原論』の第5公準（平行線公準）に対する疑問から始まった研究の流れは19世紀に至ってついに非ユークリッド幾何学を生んだ。
ユークリッド幾何学と非ユークリッド幾何学は一方が正しく他方が間違っているというような性質のものではなく、単に独立した別個のものである。
「平面や歪みのない空間の図形の性質を探求する」のがユークリッド幾何学であり、「曲面や歪んだ空間の図形を探求する」のが非ユークリッド幾何学である。